# 스미스 보고서
스미스 보고서(영어: Smith Report)는 2003년 영국 정부에 제출된 기업 지배구조에 관한 보고서였다. 2002년 아서 안데르센의 몰락과 미국의 엔론 스캔들로 인해 감사원의 독립과 관련이 있었다. 그것의 권고안은 이제 런던 증권거래소 상장규칙을 통해 적용 가능한 기업지배구조에 관한 연합규정의 일부를 구성한다.
그것은 EU 위원회가 취한 견해에 의해 상당히 영향을 받았다.한 가지 중요한 점은 감사자 자신이 기업의 기업지배구조가 자신의 독립성을 보존하기 위한 안전장치를 제공하는지를 살펴야 한다는 것이었다.